# Julien Rochedy

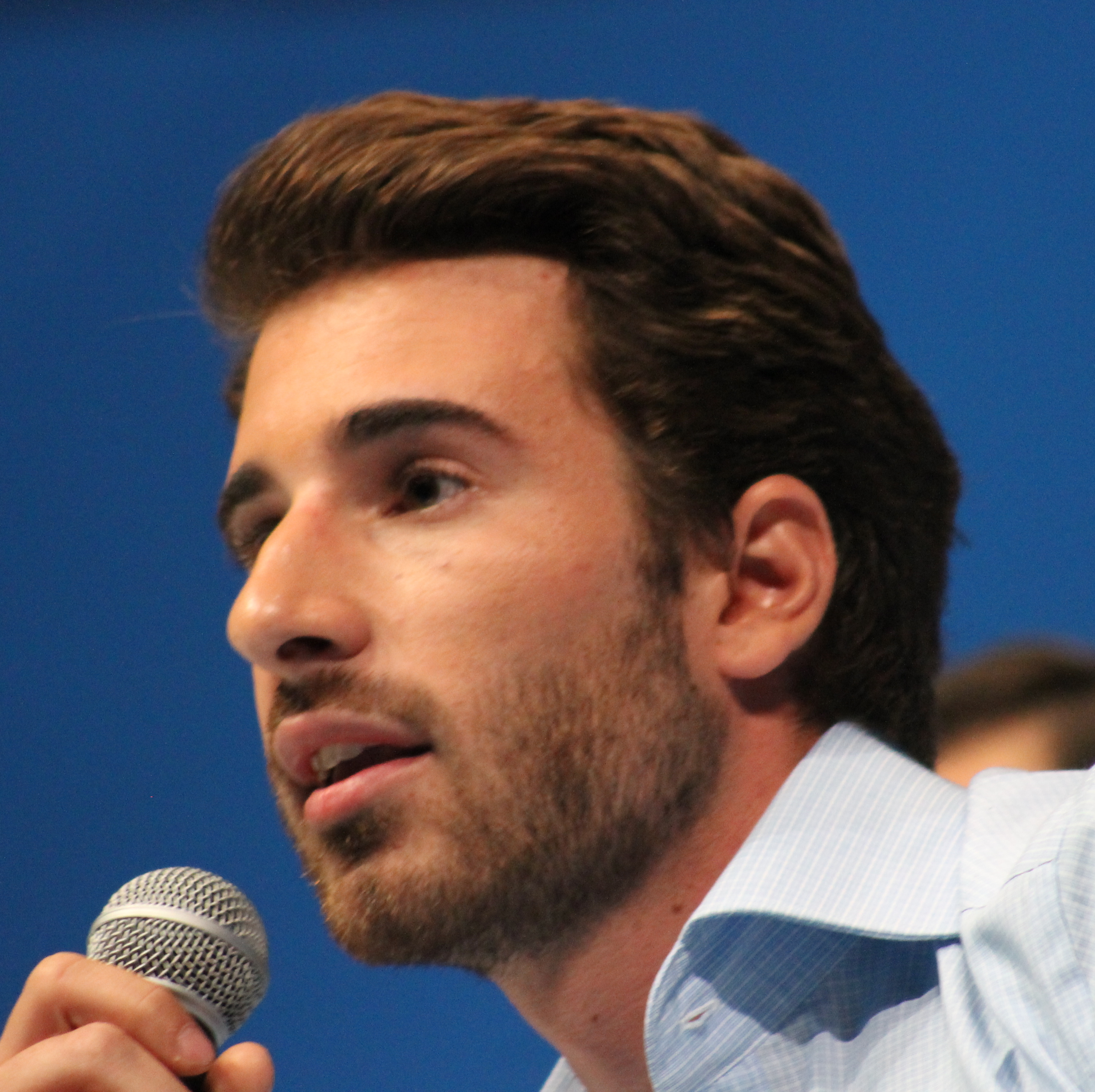
Julien Rochedy im Jahre 2012

Julien Louis Rochedy (geboren am 10. März 1988 in Guilherand-Granges) ist ein französischer Politiker des Rassemblement National. Er war Vorsitzender der Jugendorganisation Génération Nation von 2012 bis 2014.

## Leben
Julien Rochedy wurde am 10. März 1988 in Guilherand-Granges in Ardèche geboren. Von 2007 bis 2010 studierte er an der Universität Lyon III. Von 2019 bis 2021 war er in einer Beziehung mit der rechten niederländischen Politikerin Eva Vlaardingerbroek.

## Parteipolitische Betätigung
Im Jahre 2006 trat er in den Front National ein. Bei der Europawahl 2014 trat er als Kandidat des (damals noch Front National genannten) Rassemblement National an. Aufgrund von Unstimmigkeiten mit der Parteiführung um Marine Le Pen trat er danach aus der Partei aus.

## Publizistische Tätigkeiten
Seit seinem Ausscheiden aus der Parteipolitik widmet er sich publizistischen Tätigkeiten. Sein Werk Nietzsche l’actuel erschien in deutscher Übersetzung als Nietzsche – Der Zeitgemäße im neurechten Jungeuropa Verlag.

## Sonstiges
Im Jahre 2014 traf er den syrischen Präsidenten Baschar al-Assad.